# Kosmetolog

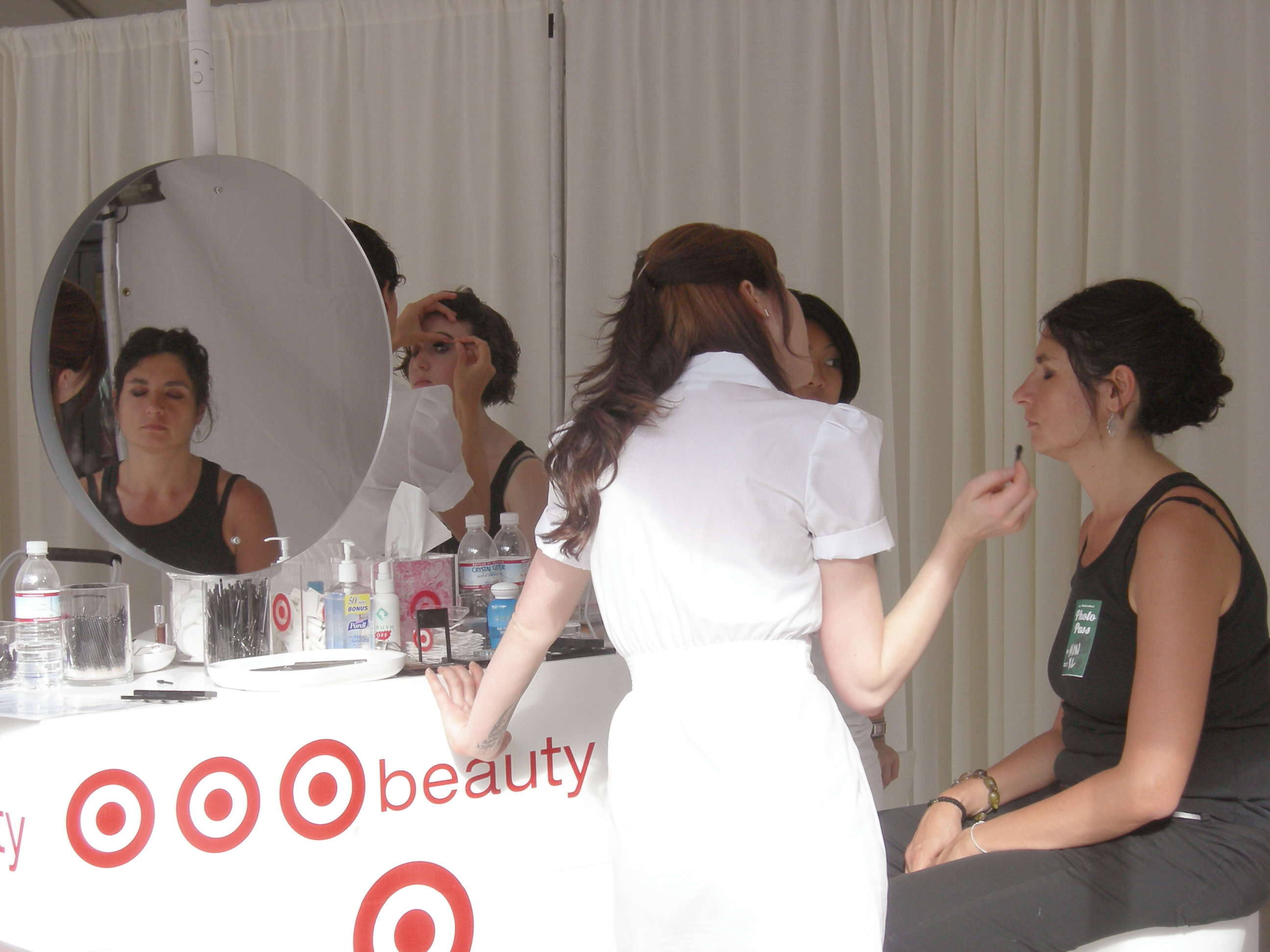
Kosmetolog i arbete.

En kosmetolog ger behandlingar som ökar skönheten. Kosmetologer arbetar vanligtvis med att vårda ansiktet, huden i allmänhet, naglarna och fötterna. De kan också vara specialiserade på en eller flera av dessa aspekter. Smink är också en del av deras utbildning. Som kosmetolog kan man jobba som egenföretagare eller inrikta sig på till exempel fotvårdsspecialist och då är man berättigad att göra fotvård via en remiss. Om man har svåra problem med sina fötter är en fotvårdsspecialist att rekommendera istället för en kosmetolog. En kosmetolog kan också vidareutbilda sig till maskör eller make-up artist. Då kan man få anställning vid någon teater eller jobba som make-up artist vid olika fotograferingar, modeshower osv.